# Makoto Iijima
Makoto Iijima (jap. 飯島 誠, Iijima Makoto; * 12. Februar 1971 in der Präfektur Tokio) ist ein japanischer Radrennfahrer.
Makoto Iijima wurde bei der Tour of South China Sea 2003 Sechster in der Gesamtwertung. Zwei Jahre später wurde er einmal Etappenzweiter und einmal Dritter und belegte in der Gesamtwertung den neunten Rang. 2005 gewann er das Einzelzeitfahren der japanischen Meisterschaft.  Mehrfach errang er Medaillen bei Asienspielen und asiatischen Radsport-Meisterschaften und gewann Etappen bei asiatischen Rundfahrten. 2006 wurde er asiatischer Meister im Punktefahren auf der Bahn. 2009 errang er bei den Ostasienspielen die Goldmedaille im Mannschaftszeitfahren.
Dreimal – 2000, 2004 und 2008 – startete Iijima bei Olympischen Spielen im Punktefahren. 2000 und 2004 belegte er jeweils den 16. Platz, 2008 Platz acht.

## Erfolge
1998
- Asienspiele – Straßenrennen

2002
- Asienspiele – Zweier-Mannschaftsfahren (mit Shinishi Fukushima)

2005
- Japanischer Meister – Einzelzeitfahren

2006
- Asienmeisterschaften – Punktefahren
- Asienmeisterschaften – Einzelzeitfahren

2009
- eine Etappe Jelajah Malaysia
- Ostasienspiele – Mannschaftszeitfahren (mit Kazuo Inoue, Kazuhiro Mori und Hayato Yoshida)

## Teams
- 2005 Sumitra Ravanello-Pearl Izumi
- 2008–2009 Team Bridgestone Anchor
- 2010 Bridgestone Anchor
- 2013 Gruppo Acqua Tama